# Fridolin Ambongo Besungu
Fridolin Ambongo Besungu (n. 24 ianuarie 1960, Bétou⁠(d), Likouala, Republica Congo) este un călugăr capucin din Congo, arhiepiscop de Kinshasa din 2018 și cardinal din 2019.
Din anul 2020 face parte din Consiliul Cardinalilor⁠(en)[traduceți] (C9), un organism alcătuit din nouă membri, care îl sfătuiește pe papa Francisc.